# شيروان (إيران)
شيروان (بالفارسية: شیروان) هي مدينة تقع في إيران في قسم. يقدر عدد سكانها بـ 82,790 نسمة .

## أعلام
- عبد الرضا رحماني فضلي